# Dicranella puiggarii
Dicranella puiggarii är en bladmossart som beskrevs av Geheeb och Georg Ernst Ludwig Hampe 1881. Dicranella puiggarii ingår i släktet jordmossor, och familjen Dicranaceae. Inga underarter finns listade i Catalogue of Life.